# Kryzys finansowy
Kryzys finansowy – sytuacja, w której zachodzą gwałtowne zmiany na rynku finansowym, najczęściej związane z niedostateczną płynnością lub niewypłacalnością banków, instytucji finansowych lub innych podmiotów, czego skutkiem jest spadek produkcji lub pogłębienie już występującego spadku.

## Rodzaje kryzysów finansowych
- kryzys bankowy
- kryzys walutowy
- kryzys zadłużenia[1]

## Przebieg kryzysu finansowego
Według Władysława Szymańskiego kryzys finansowy często przebiega według następującego schematu:
- liberalizacja przepływów kapitałowych przyciąga kapitał zagraniczny, który ożywia gospodarkę i przyciąga następnych inwestorów;
- pobudzenie akcji kredytu krajowego zwiększa podaż pieniądza;
- wzrost cen akcji i nieruchomości;
- wzrost aktywów przedsiębiorstw, które mogą być zabezpieczeniem dla kredytów;
- dobra koniunktura, wzrost gospodarczy i napływ kapitału powodują wzrost kursu waluty krajowej;
- wzrost gospodarczy i brak możliwości subsydiowania importu produkcją krajową przyspiesza tempo importu;
- wzrost kursu waluty i duży popyt wewnętrzny ograniczają eksport;
- powstaje i rośnie nierównowaga w bilansie handlowym i płatniczym (dalsze podtrzymywanie wzrostu gospodarczego i koniunktury napływającym kapitałem zagranicznym niesie czynniki kryzysogenne);
- obawa dalszego pogorszenia nierównowagi zewnętrznej skutkuje zaostrzeniem polityki pieniężnej (podwyższenie stóp procentowych);
- wysokie stopy procentowe przyciągają nowy kapitał;
- następuje dalszy wzrost waluty krajowej;
- przedsiębiorstwa krajowe zaciągają tańsze kredyty za granicą, następnie zamieniane na walutę krajową;
- skutkiem czego jest dalszy wzrost rezerw walutowych i dalszy napływ kapitału;
- narastanie obsługi długu zewnętrznego przez przedsiębiorstwa krajowe powoduje pogarszanie bilansu płatniczego;
- silna presja walut obcych na krajową, w efekcie wzrostu świadomości o możliwości załamania się pieniądza krajowego;
- gwałtowny spadek wartości waluty krajowej (rezerwy banku centralnego okazują się niewystarczające);
- załamanie kursowe;
- skutki załamania przenoszą się na inne sfery gospodarki;
- deprecjacja waluty zwiększa trudności płatnicze (przedsiębiorstwa mają trudności ze spłatą zadłużenia, pogarszają się ich pasywa);
- spekulanci zwiększają pożyczki krótkoterminowe, zwiększając stopy procentowe;
- wzrost stóp przy spadku kursu waluty pogarsza sytuację finansową banków i przedsiębiorstw;
- wzrost oprocentowania depozytów przy braku możliwości podniesienia oprocentowania udzielonych kredytów;
- spadek cen akcji i nieruchomości oznacza straty dla banków i przedsiębiorstw;
- rosną koszty importu;
- banki nie są w stanie wspierać przedsiębiorstw;
- brak możliwości wywiązywania się przedsiębiorstw z zobowiązań powoduje masowe bankructwa.

## Kryzys klimatyczny
Ostatnie dowody wskazują, że kryzys klimatyczny ma znaczący wpływ na wzrost gospodarczy i różne produktywne elementy współczesnych gospodarek. Badania wskazują, że zmiany klimatu zwiększają częstotliwość kryzysów bankowych. Ratowanie niewypłacalnych banków powoduje dodatkowe obciążenie fiskalne w wysokości około 5–15% produktu krajowego brutto rocznie i zwiększa współczynnik długu publicznego do produktu krajowego brutto dwa razy. Szacuje się, że około 20% tych skutków można przypisać pogorszeniu bilansów banków, w których przyczyną są zmiany klimatu. Konsekwencje zmian klimatu są niedoceniane, jeśli system finansowy nie jest analizowany poprzez zintegrowaną ocenę klimatu i gospodarki.